# Entente Amay
Entente Amay is een Belgische voetbalclub uit Amay. De club is aangesloten bij de KBVB met stamnummer 179 en heeft rood en wit als kleuren. De club speelde in haar bestaan enkele seizoenen in de nationale reeksen.

## Geschiedenis
De club ontstond in 1921 als Club Amay Sportif en sloot zich aan bij de Belgische Voetbalbond. Men ging er van start in de regionale reeksen.
In 1931 promoveerde Club Amay Sportif voor het eerst naar de nationale bevorderingsreeksen, in die tijd het derde niveau. Men eindigde er 9de op 14 ploegen en kon zich zo handhaven in de nationale reeksen. Ook de volgende seizoenen bleef Amay in de middenmoot eindigen, met nog twee maal de evenaring van de 9de plaats als beste eindnoteringen. In 1938 strandde men echter afgetekend op een allerlaatste plaats. Amay had slechts 7 punten behaald in 26 competitiewedstrijden, met een doelsaldo van 36-102. Na zeven jaar nationaal voetbal degradeerde Amay zo weer uit de nationale reeksen.
Begin jaren 50 was Club Amay Sportif weer opgeklommen naar eerste provinciale en in 1995 slaagde men er weer in te promoveren naar de nationale bevorderingsreeksen, ondertussen de vierde klasse na competitiehervormingen van enkele seizoenen daarvoor. Men eindigde het eerste seizoen in vierde klasse als 14de op 16 ploegen, slechts één puntje na de 13de plaats. Die 14de plaats was een degradatieplaats en zo zakte men na een jaar alweer naar eerste provinciale. De ploeg werd in die tijd onder meer getraind door oud-jeugdspeler en oud-international Fernand Blaise. Na een jaar provinciaal voetbal kon RC Amay Sportif in 1957 meteen weer een promotie naar vierde klasse afdwingen, maar daar eindigde men op een laatste plaats en opnieuw zakte men na amper een jaar naar de provinciale reeksen.
In 1962 slaagde RC Amay Sportif er nogmaals in te promoveren naar de nationale vierde klasse. Weer kende de club weinig succes, want dat eerste seizoen strandde men weer op een laatste plaats met de degradatie tot gevolg. Nu slaagde de club er niet meer in terug te keren in de nationale reeksen en men zakte in periodes zelfs nog verder weg in de provinciale reeksen.
In 1985 fusioneerde RC Amay Sportif met derdeprovincialer Ampsin Sport uit Ampsin. De clubnaam werd Royale Entente Amay Sportif en men bleef verder spelen onder stamnummer 179 van Amay. In 1993 volgde een fusie met Royal Racing Club Amay. De clubnaam werd gewijzigd in Royale Entente Racing Club Amay (RERC Amay) en men bleef weer verder spelen met stamnummer 179 van Amay.
Tegen halverwege de jaren 90 had RERC Amay weer eerste provinciale bereikt, waar men een subtopper was en in 1996 een plaats in de interprovinciale eindronde bereikte, maar zonder succes. Ook in 1999 behaalde men de interprovinciale eindronde, opnieuw zonder succes. In 2002 behaalde men de provinciale eindronde, waar men werd uitgeschakeld. De volgende seizoenen bleef men zich handhaven in de middenmoot in eerste provinciale. In 2018 werd de naam vereenvoudigd naar Entente Amay.